# Michael Wittmann

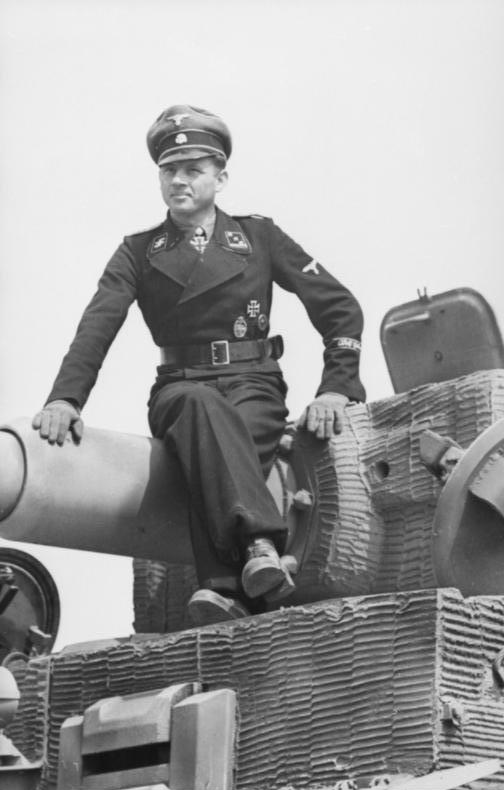
Michael Wittmann

Michael Wittmann (22. duben 1914 – 8. srpen 1944) byl vysoce vyznamenaný německý důstojník Waffen-SS v hodnosti SS-Hauptsturmführer (Kapitán). Wittmann je řazen mezi nejúspěšnější německé tankové velitele během druhé světové války. Je mu přiznáváno zničení 138 spojeneckých tanků a 132 protitankových děl a 118 jiných pancéřovaných vozidel a jiné vojenské techniky. Byl nazýván Černým baronem druhé světové války.
Nejznámějším se stal díky akci ze 13. června 1944, kdy se svým Tigerem číslo 222 zaútočil na jednotku 7. britské pancéřové divize u Villers-Bocage. Toho dne Wittmann zničil 27 nepřátelských vozidel, z toho 11 tanků. Zemřel v bitvě u Cintheaux 8. srpna 1944. Podle jedné z verzí byl Wittmannův Tiger číslo 007 zničen britským Shermanem Firefly od 1st Northamptonshire Yeomanry. Podle jiné verze se měl stát obětí kanadských Shermanů od The Sherbrooke Fusiliers Regiment.
Wittmann postupoval spolu se třemi dalšími Tigery skrze otevřené polní prostranství k městečku Cintheaux. Netušil však, že po jejich pravici asi na necelém kilometru vzdáleném kopci mají skvělou palebnou pozici britské tanky Sherman Firefly od 1st Northamptonshire Yeomanry, z druhé strany Wittmanovy pozice však čekalo za kamennou zdí ze strany od města několik kanadských tanků typu Sherman z The Sherbrooke Fusiliers Regiment, které to měly k Wittmanovu Tigeru 007 pouhých 149 metrů.
Je známa také verze, že Wittmanův tank byl zničen letadlem Typhoon. Našla se část rakety, nalezené ve stejných místech. Nicméně ten den v této oblasti neoperovalo žádné letadlo tohoto typu. Odhození věže přisuzované dříve raketě způsobila exploze munice v tanku po zásahu z kanadských pozic.
Za své činy obdržel mnohá vyznamenání. Získal i Rytířský kříž Železného kříže s meči a dubovými ratolestmi.

## Shrnutí vojenské kariéry

### Data povýšení
- Gefreiter – 1937
- SS-Mann – 1. duben, 1937
- SS-Sturmmann – 11. listopad, 1937
- SS-Unterscharführer – 20. duben, 1939
- SS-Oberscharführer – 9. listopad, 1941
- SS-Untersturmführer – 21. prosinec, 1942
- SS-Obersturmführer – 30. leden, 1944
- SS-Hauptsturmführer – 21. červen, 1944

### Významná vyznamenání
- Rytířský kříž železného kříže – 14. leden, 1944
- Dubové ratolesti k Rytířskému kříži železného kříže – 30. leden, 1944
- Meče k Rytířskému kříži železného kříže – 22. červen, 1944
- Železný kříž I. třídy – 8. září, 1941
- Železný kříž II. třídy – 12. červenec, 1941
- Válečný záslužný kříž II. třídy s meči -
- Tankový bojový odznak ve stříbře
- Tankový bojový odznak v bronzu – 21. listopad, 1941
- Odznak za zranění v černém
- Medaile za východní frontu
- Bulharské vyznamenání za statečnost II. třídy s meči
- Sudetská pamětní medaile se sponou Pražský hrad
- Medaile za Anschluss
- Služební vyznamenání SS
- Totenkopfring
- Čestná dýka Reichsführera-SS